# 南山中学校・高等学校
南山中学校・高等学校（なんざんちゅうがっこう・こうとうがっこう）は、愛知県名古屋市昭和区に所在し、中高一貫教育を提供する私立中学校・高等学校。

## 概要
男子部及び女子部に分かれて教育を行う「男女併学」を採用している。南山大学付属小学校から、1年に40人程度の内部進学者が在籍する。
男女併学を採用している私立中高一貫校は全国に複数校存在するが、男女別々の敷地に校舎が建てられている（距離にして250mほど）。
建学の精神
『Hominis Dignitati／人間の尊厳のために』
校訓
『高い人格　広い教養　強い責任感』

## 沿革
- 1932年：カトリック神言修道会神父ヨゼフ・ライネルス神父によって旧制南山中学校が創立。
- 1947年：新制南山中学校創設。
- 1948年：南山高等学校創立・定時制併設。南山中学校・高等学校女子部創設。
- 1953年：定時制廃止。
- 2006年：南山中学校・高等学校女子部新校舎完成[2]。
- 2017年：創立85周年 南山中学校・高等学校男子部新校舎完成。
- 2020年：南山学園講堂改修工事竣工。

## 制服
式典などでは標準服を着用することが義務付けられているが、ブレザーなど式典にふさわしい服装であればよいとされている。
男子部
金ボタン5個の黒詰襟学生服だったが、 1995年（平成7年）秋、『個性を育むため』冬服を含め自由化。
女子部
紺のジャンパースカート。2010年（平成22年）度に制服の変更が検討され、2012年（平成24年）度に制服が変更された。2022年（令和4年）10月には、制服のスラックス、ブラウス、ニットベストの販売が開始した。

## 教員
南山中学校と南山高等学校は事実上一つのため、中学3年生を担当していた教員が次年度も引き続き高校1年生の担当として同一学年を受け持つ場合や、高校2年生を担当していた教員が次年度は中学3年生を担当しているといった具合に教員も中学校・高等学校の壁なく異動する。男子部・女子部は法規上一つの学校であるため、校長は両校あわせて一人だけである。副校長は男子部・女子部に置かれ、校長不在の際の業務代行などを行っている。

## 施設
南山中学校・高等学校は男子部・女子部と分かれているが、校舎も1ブロック離れたところ（男子部は男子部施設だけで1ブロック占有）にある。
カトリック南山教会
合格感謝式・入学式・卒業感謝ミサ・クリスマス礼拝などの式典に使用。講堂が改修工事中で使用できなかった時は、終業式や創立記念式典に使われたこともあった。
男子部校舎
愛知県名古屋市昭和区五軒家町6番地に所在する中学校男子部が鉄骨コンクリート4階建て、高等学校男子部が鉄筋コンクリート3階建ての校舎。中学校男子部の屋上には大型望遠鏡が据え付けられた本格的な天文台がある。2005年（平成17年）の夏期休暇時に耐震補強工事を実施した。ドラマのロケにも一度ならず使用されている。
中庭テニスコート
各種集会や講堂着席のための整列の他授業でも使われる。昼休み中は生徒で賑わう。地面は人工芝で、テニス用のコートが4面描かれている（オムニコート）。放課後は硬式・軟式テニス部が使用する。
グラウンド
男子部の校舎と道を挟んだ向かい側に位置する。非常に広大なグラウンドで、主に陸上競技部、野球部、ラグビー部、サッカー部、アメフト部が共同使用している。体育各部は日々努力し今後の活躍が望まれている。女子部と共有している。
講堂
男子部の敷地内に所在する。約1200人収容の大講堂では始業・終業式のほか、文化祭や創立記念の講演、合唱コンクールなどにも使用される。1984年（昭和59年）に、マザー・テレサも登壇した。講演を聴講するのに最も適した座席配列になっている。映画「僕の初恋を君に捧ぐ」にも使用された。2018年（平成30年）頃から2020年（令和2年）春にかけて改修工事が行われた。
プール
女子部は25m×8レーンの室内競技用温水プール。水泳部の大会にも使用される。男子部に関してはテニスコートが設置されていた土地に、改修工事の際に屋外プールが設置された。
南山学園ライネルス館（旧校舎）
1932年（昭和7年）に中央棟完成。一時期南山大学が使用していた時期もある。現在の南山国際中学校・高等学校の前身である「南山学園帰国子女特別学級」の校舎として使用された後、現在南山学園事務局と育友会 (PTA) が事務所として使用。「南山学園史料室」などもある。登録有形文化財に登録され、名古屋市都市景観重要建築物に指定されている。
体育館
女子部:プールと同時に作られた。バスケットボール用フロアや卓球場、柔道場はもちろん、音楽室やトレーニングルーム、シャワー室、入浴場、洗濯機など充実した設備がある。地下一階地上二階建て。第一体育館、第二体育館の二つある。
男子部:一般的な体育館。令和7年にエアコンが設置された。
アーノルドテニスコート
昔、小神学校があった空き地に作った3面のオムニコート。通称、アーノルドコート。南山学園の母体であるカトリック神言修道会、創設者アーノルド・ヤンセン神父の功績を称えて名付けられた。女子部・男子部共用。
オムニコート
学校法人南山学園が保有するコートだったが、丸紅に売却、2005年（平成17年）度に買い戻した。オムニコート2面。学校法人南山学園が買い戻したのは、南山大学附属小学校校舎を建設するためである。

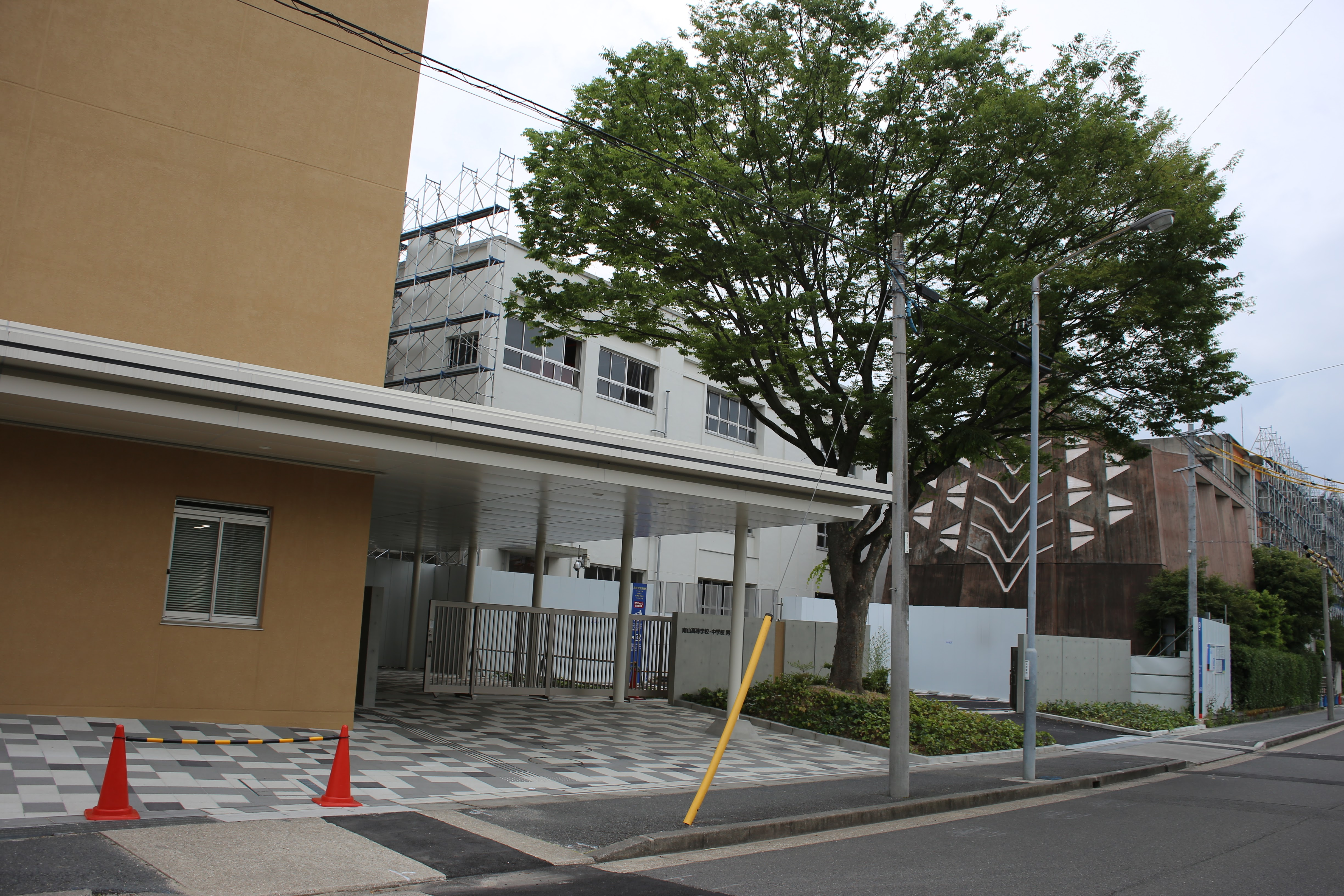
男子部校舎
女子部校舎
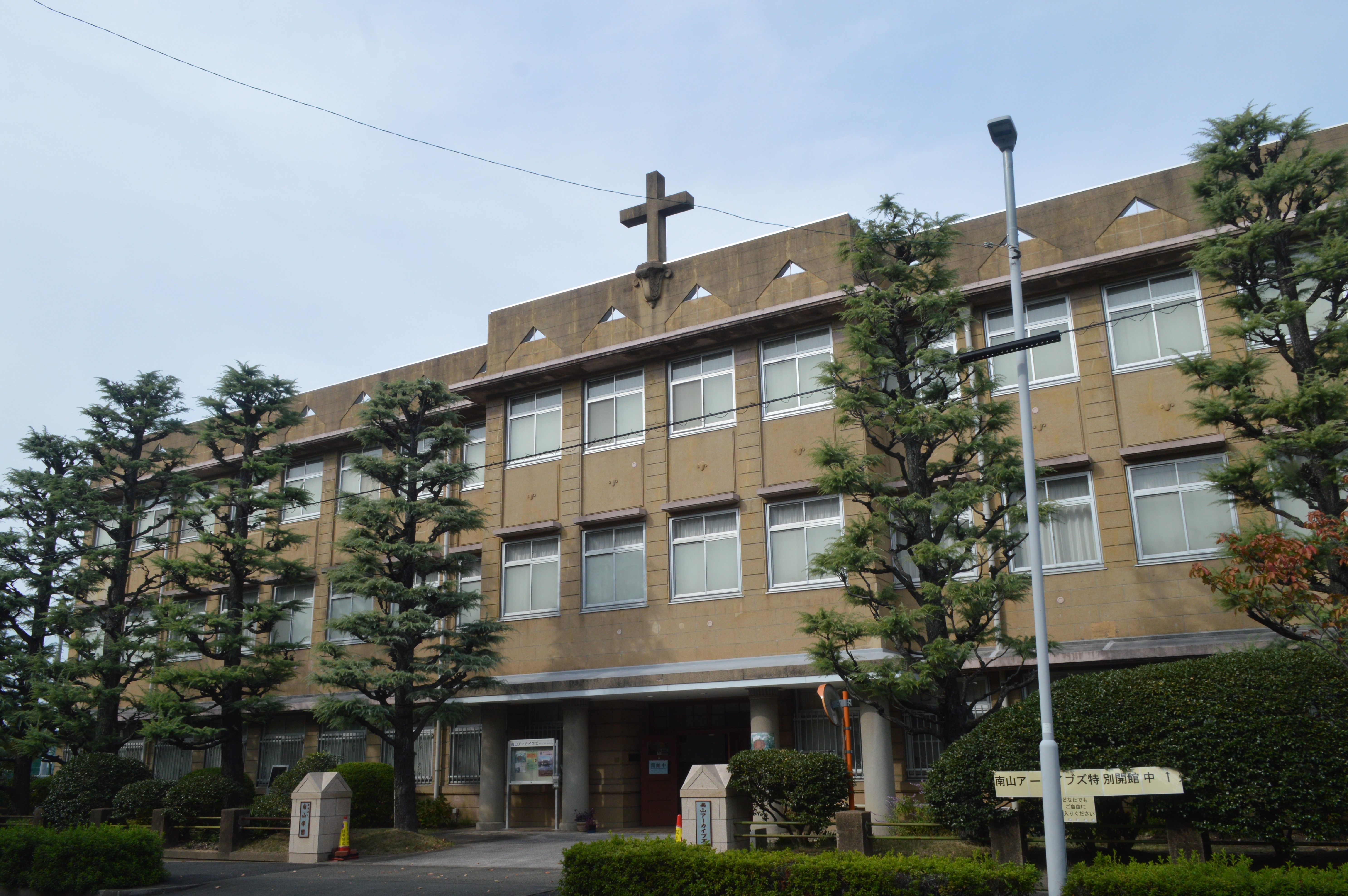
南山学園ライネルス館

## 学校祭
南山中学校・高等学校女子部・男子部では毎年9月第4週の土曜日・日曜日に一般来場者が参加可能な文化祭を行う。国際平和に関係するシンポジウムを行ってきた。
- 1984年：ノーベル平和賞受賞者、マザーテレサ講演。
- 1997年：ペルー人人質事件を仲介した、シプリアニ大司教の講演。
- 2000年：アフガニスタンで医療活動に従事した医師中村哲の講演。
- 2002年：被爆マリア像の初公開。終戦年、長崎原爆で消失を免れた浦上教会の被曝のマリア像を世界遺産にしようと計画を立てて活動した。
- 2005年：写真家ジョー・オダネル写真展、講演 。2018年、ローマ教皇フランシスコが核なき世界を目指し、配布を指示した「焼き場に立つ少年」を展示。
- 2010年：第二次世界大戦中、負傷の元日本兵から看護のお礼に送られた板絵の送り主を探す。ニュージーランドのデービス夫妻を招待講演。

## 姉妹校
- 長崎南山中学校・高等学校 - 神言会から派遣される神父の交流がある。

## 出身者

### 男子部
- 豊田鐵郎 - 豊田自動織機代表取締役社長・会長
- 小林豊 - TBS海外事業開発部担当部長・元アナウンサー・気象予報士
- 後藤繁榮 - NHKアナウンサー
- 田中洋 - 中央大学教授・ブランド戦略家（日本マーケティング学会会長）・元電通副理事マーケティングディレクター
- 南利明 - 俳優
- 伊藤勝康 - リゾートトラストグループ創業者
- 鵜飼正男 - 東和不動産代表取締役社長・愛知製鋼代表取締役副社長
- 菊地功 - カトリック教会枢機卿・カトリック東京大司教区大司教・国際カリタス総裁
- 浅井慎平 - 写真家・俳人
- 原佑輔 - 関西テレビ放送記者
- 酒井庸行 - 参議院議員、経済産業副大臣、内閣府副大臣
- 高木貴行 - 多治見市長・元岐阜県議会議員・プロサッカー選手
- 中村登志哉 - 名古屋大学教授・グローバル・ガバナンス学会会長・元共同通信社ウィーン支局長
- 西野誠 - ミュージカル俳優
- 野村又三郎 - 狂言師
- 司城志朗 - 作家・脚本家
- 李卓 - プロアメリカンフットボール選手

### 女子部
- 竹下景子 - 女優
- 岩野祥子 - 農業法人伊賀ベジタブルファーム取締役COO
- 塚越友子 - 心理カウンセラー・作家・東京中央カウンセリング代表
- 河野栄子 - 元リクルート代表取締役会長
- 蟹江篤子 - 元東海ラジオ放送アナウンサー・パーソナリティー
- 横井綾子 - フリーアナウンサー・ナレーター
- 安井まみ子 - フリーアナウンサー
- 藤田麻衣子 - 将棋女流1級
- 葛城七穂[5] - 元宝塚歌劇団男役
- 松嶋桃 - プロ雀士
- 西尾梓 - 静岡朝日テレビアナウンサー
- 後藤楽々 - フリーアナウンサー・元SKE48
- 中田尚子 - ロック歌手
- なつぴなつ - アイドル・学歴の暴力

## アクセス
男子部
名古屋市営地下鉄鶴舞線 いりなか駅下車、徒歩で約3分。
女子部
名古屋市営地下鉄鶴舞線 いりなか駅下車、徒歩で約3分。